# Nebra (Unstrut)
Nebra (Unstrut) is een plaats in de Duitse deelstaat Saksen-Anhalt, gelegen in het westen van de Landkreis Burgenlandkreis aan het water de Unstrut. De plaats telt 3.044 inwoners.

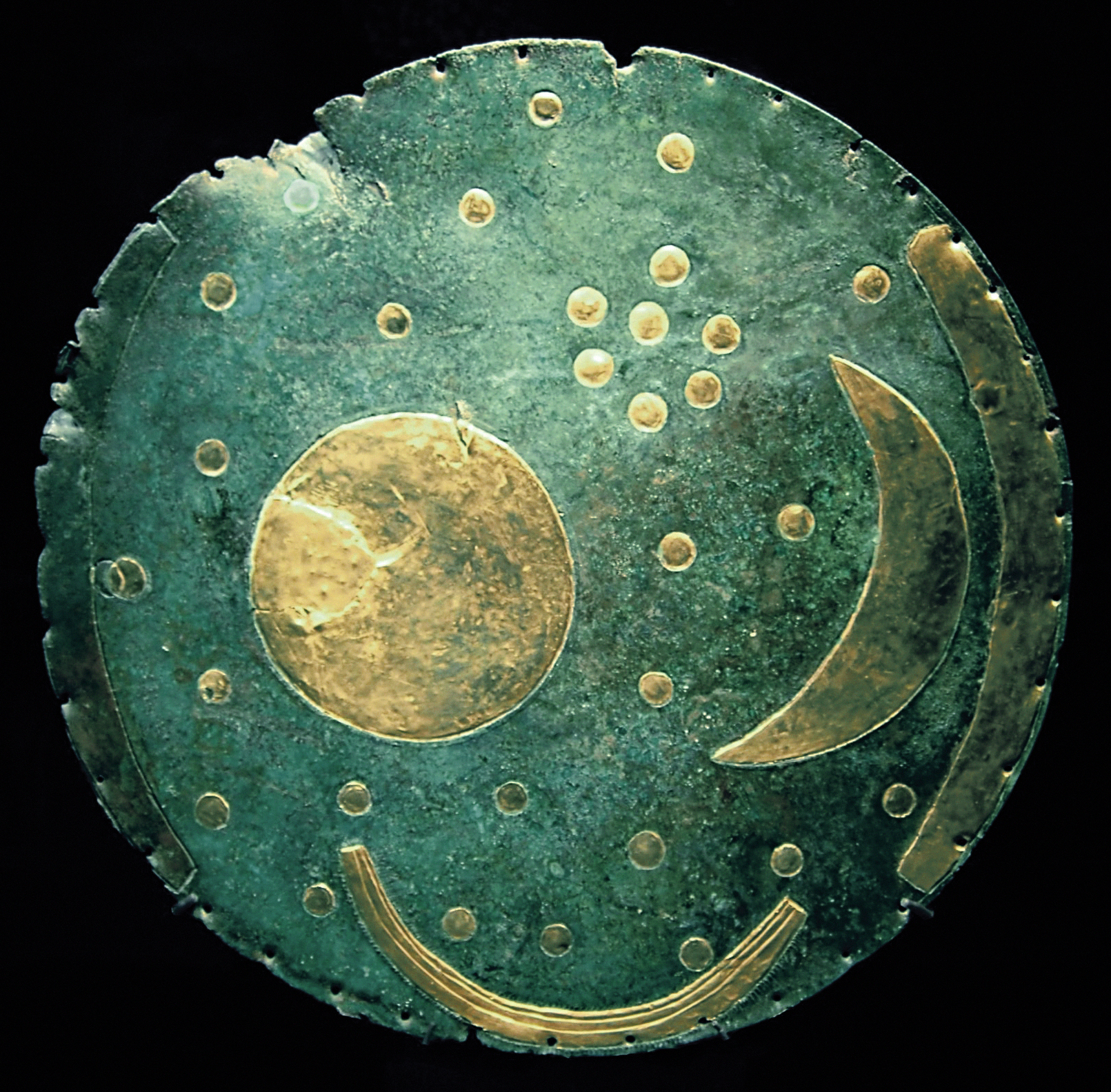
Hemelschijf van Nebra

Nabij Nebra is de Hemelschijf van Nebra, een antieke sterrenkaart uit de bronstijd, gevonden.

## Indeling gemeente
De volgende Ortsteile maken deel uit van de gemeente:
- Grabenschleuse
- Großwangen
- Katzelburg
- Kleinwangen
- Reinsdorf
- Wangen

## Vroege geschiedenis
In 876 wordt Nebra voor het eerst schriftelijk genoemd, maar pas in de dertiende eeuw verwierf Nebra stadsrechten.
In 1207 wordt de eerste stenen brug over de Unstrut gebouwd nabij Nebra.
Op zo'n 25 km afstand ligt de Goseck-cirkel, het observatorium is ouder dan Stonehenge.

## Geboren in Nebra
- Gallus Dreßler, zanger en componist
- Kurt Hickethier, medicus
- Georg Christoph Biller (1955-2022), Thomaskantor en dirigent
- Hedwig Courths-Mahler (1867-1950), schrijfster
- Georg von Nismitz, Hofmeister aan het hof van de keurvorst van Saksen en jurist
- Michael Ranft, diaken in Nebra

An der Poststraße · 
Bad Bibra · 
Balgstädt · 
Droyßig · 
Eckartsberga · 
Elsteraue · 
Finne · 
Finneland · 
Freyburg · 
Gleina · 
Goseck · 
Gutenborn · 
Hohenmölsen · 
Kaiserpfalz · 
Karsdorf · 
Kretzschau · 
Lanitz-Hassel-Tal · 
Laucha an der Unstrut · 
Lützen · 
Meineweh · 
Mertendorf · 
Molauer Land · 
Naumburg · 
Nebra · 
Osterfeld · 
Schnaudertal · 
Schönburg · 
Stößen · 
Teuchern · 
Weißenfels · 
Wethau · 
Wetterzeube · 
Zeitz